# Ćusi
Ćusi is een plaats in de gemeente Cerovlje in de Kroatische provincie Istrië. De plaats telt 45 inwoners (2001).